# Amt Überlingen
Das Amt Überlingen war in napoleonischer Zeit eine Verwaltungseinheit im Südosten des Großherzogtums Baden. Es bestand von 1810 bis 1813.

## Geschichte
Zu Zeiten des Heiligen Römischen Reiches hatte das am Nordufer des Bodensees gelegene Überlingen den Status einer freien Reichsstadt inne. Infolge des Reichsdeputationshauptschlusses 1803 wurde sie mediatisiert und der badischen Landeshoheit unterstellt. Dessen Regierung errichtete daraufhin das Obervogteiamt Überlingen, das sie der Obervogtei Überlingen zuordnete. Ab 1807 unterstand das Obervogteiamt direkt der übergeordneten Provinzverwaltung.
Mit dem Novemberedikt wurde in Baden Ende 1809 eine grundlegende Veränderung der Verwaltungsstrukturen verkündet. Anfang 1810 traten an die Stelle der drei Provinzen zehn Kreise, die landesweit als Mittelbehörde oberhalb der Ämter fungierten. Aus dem Obervogteiamt, und der bis dahin getrennt verwalteten Stadt, entstand das Amt Überlingen, das dem Seekreis mit Sitz in Konstanz zugeordnet wurde., außerdem wurde ihm der Status eines Kriminalamtes mit Zuständigkeit für den gesamten Seekreis zuerkannt. Auf seinem Posten bestätigt wurde der, nun zum Oberamtmann beförderte Leiter des Obervogteiamtes, Johann Baptist von Ehren. Nachdem der Grenzvertrag zwischen Württemberg und Baden eine deutliche Vergrößerung des Seekreises nach sich gezogen hatte, wurde der Zuständigkeitsbereich als Kriminalamt auf vier Ämter reduziert, die übrigen dem Amt Stockach zugewiesen. Zugleich wurde dem Amt Überlingen, in Bezug auf die allgemeine Verwaltung, der grundherrschaftliche Ort Billafingen und zusätzlich vom aufgelösten Oberamt Stockach die Ortschaft Sernatingen zugewiesen. Nachdem die Aufhebung der Patrimonialgerichtsbarkeit in Baden 1813 eine einheitliche Zuständigkeit der Ämter ermöglicht hatte, wurde aus dem Amt Überlingen das Bezirksamt Überlingen.

## Weitere Entwicklung
Aus dem Bezirksamt entstand 1939 der Landkreis Überlingen. Bei der Kreisreform 1973 kamen Überlingen und Umgebung zum Bodenseekreis.